# Melton (Australia)
Melton – miasto w Australii, w stanie Wiktoria.